# Fishing room
Een fishing room (ook kortweg room genoemd) is, vooral in een historische context, in de Newfoundlandse cultuur een plaats aan de kust van waaruit de visserij bedreven wordt en waar tegelijk visverwerkende activiteiten plaatsvinden. Een fishing room moet onder meer goede aanmeermogelijkheden voor boten hebben, evenals bouwwerken voor de verwerking, het drogen en de opslag van vis.

## Geschiedenis en omschrijving

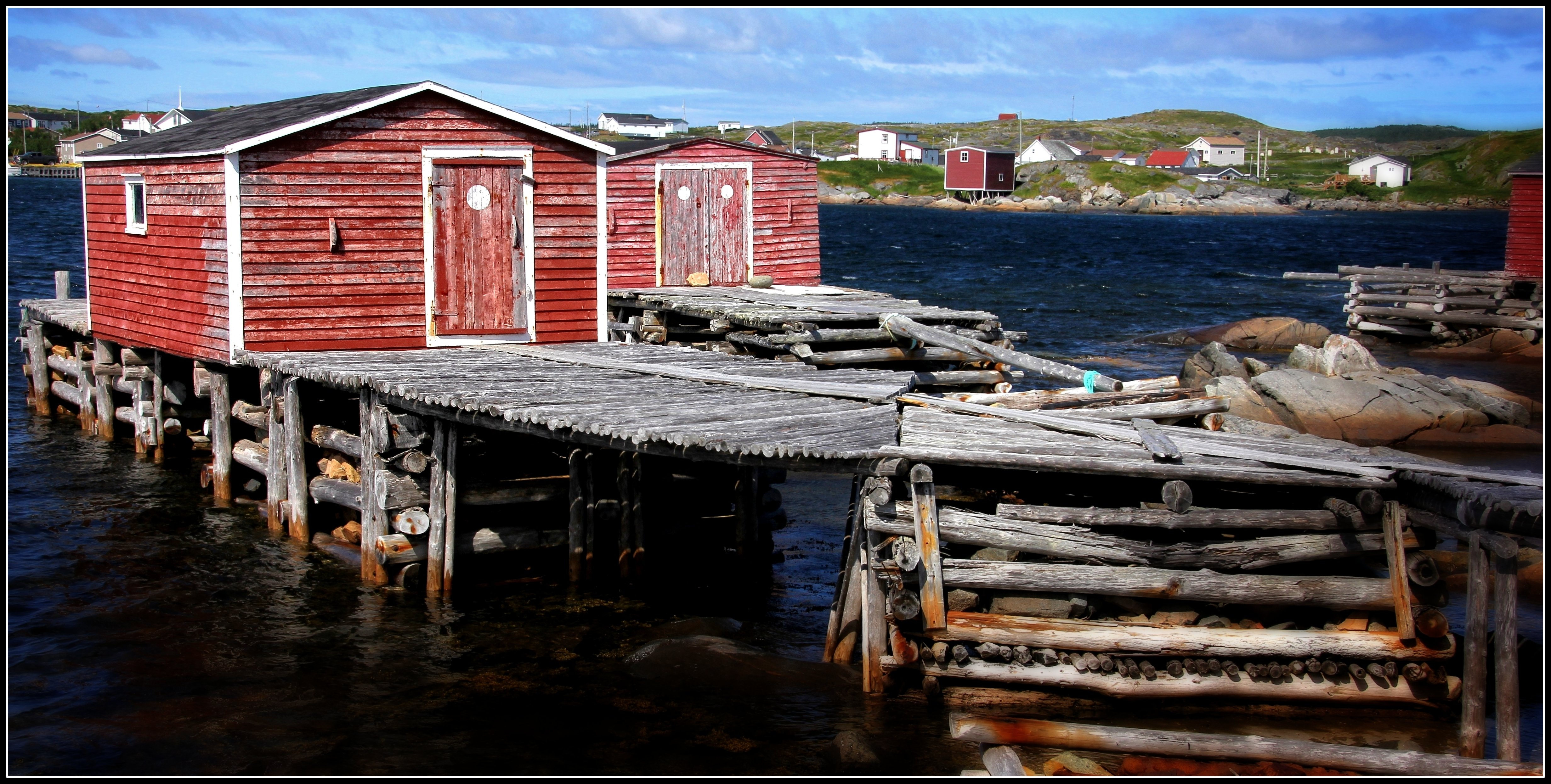
Een fishing stage was een belangrijk onderdeel van een fishing room

Al vroeg in de 16e eeuw kende Newfoundland een groot belang vanwege zijn bijzonder rijke viswateren. Europeanen, voornamelijk uit de Britse Eilanden en Frankrijk, maakten eeuwenlangs jaarlijks de oversteek van de Atlantische Oceaan om er maandenlang te gaan vissen. De meeste kleine vissersdorpen, die outports genoemd werden, waren tot in de 19e eeuw seizoensgebonden van aard.
Aan de vaak rotsachtige en steile kusten van het eiland werden plaatsen die geschikt waren voor boten om aan te meren, en waar tegelijk plaats was om een kleinschalige nederzetting te bouwen, fishing rooms genoemd. Ook andere factoren speelden mee in het bepalen van een goede room, zoals de aanwezigheid van hout en drinkbaar water. Bouwwerken die typisch met een fishing room geassocieerd worden zijn de fishing store (opslagplaats), eventueel gebouwd op een fishing stage, en de flake (visdroogplaats in de openlucht). 
Het uitbouwen van een goede fishing room was ook voor de seizoensgebonden visserij van belang, daar men niet jaarlijks tijd moest investeren in het opnieuw uitbouwen van facilitaire infrastructuur. De Fransen, die tot 1904 actief waren aan de zogenaamde Franse kust van Newfoundland, huurden Engelse of Ierse gardiens in om hun rooms te bewaken buiten het visseizoen.
Historisch was een room eerder een algemene locatie van waaruit dan een kleine nederzetting kon groeien. Zeker vanaf de 19e eeuw, toen de meeste plaatsen een permanent karakter hadden gekregen, ging de term meer verwijzen naar puur de bij elkaar gelegen houten infrastructuur die een vissersgezin of -groep toebehoorde. Vissers gaven hun rooms vaak over meerdere generaties door. In belangrijke outports, zoals Petty Harbour, lagen er vaak vele fishing stages met eveneens op platformen boven het water aangelegde flakes naast elkaar die aldus ieder apart als fishing rooms beschouwd werden.
De houten fishing store met puntgevel, een icoon van de Newfoundlandse vernaculaire architectuur, wordt vaak gelijkgesteld aan een fishing room.

## Roomsin de toponymie
Verschillende rooms zijn blijven doorbestaan in de lokale toponymie van Newfoundland. Hieronder de belangrijkste voorbeelden:
- Spanish Room, een dorp op het schiereiland Burin
- Reids Fishing Room, een buurt van het dorp Chapel Arm op het schiereiland Avalon
- Reids Room, een buurt van het dorp Dildo op het schiereiland Avalon
- Job's Room, een buurt van het dorp Forteau in Zuid-Labrador
- Cook Room Island, een klein eilandje in de Bonavista Bay
- The Rooms, alternatieve naam van het gehucht Galeville op het schiereiland Baie Verte

Het in 2005 geopende provinciale museum van Newfoundland en Labrador staat eveneens bekend als The Rooms. Het bouwwerk is geïnspireerd op een typische fishing room (in de gebouwbetekenis) met puntgevel.